# Banánek (elektrotechnika)

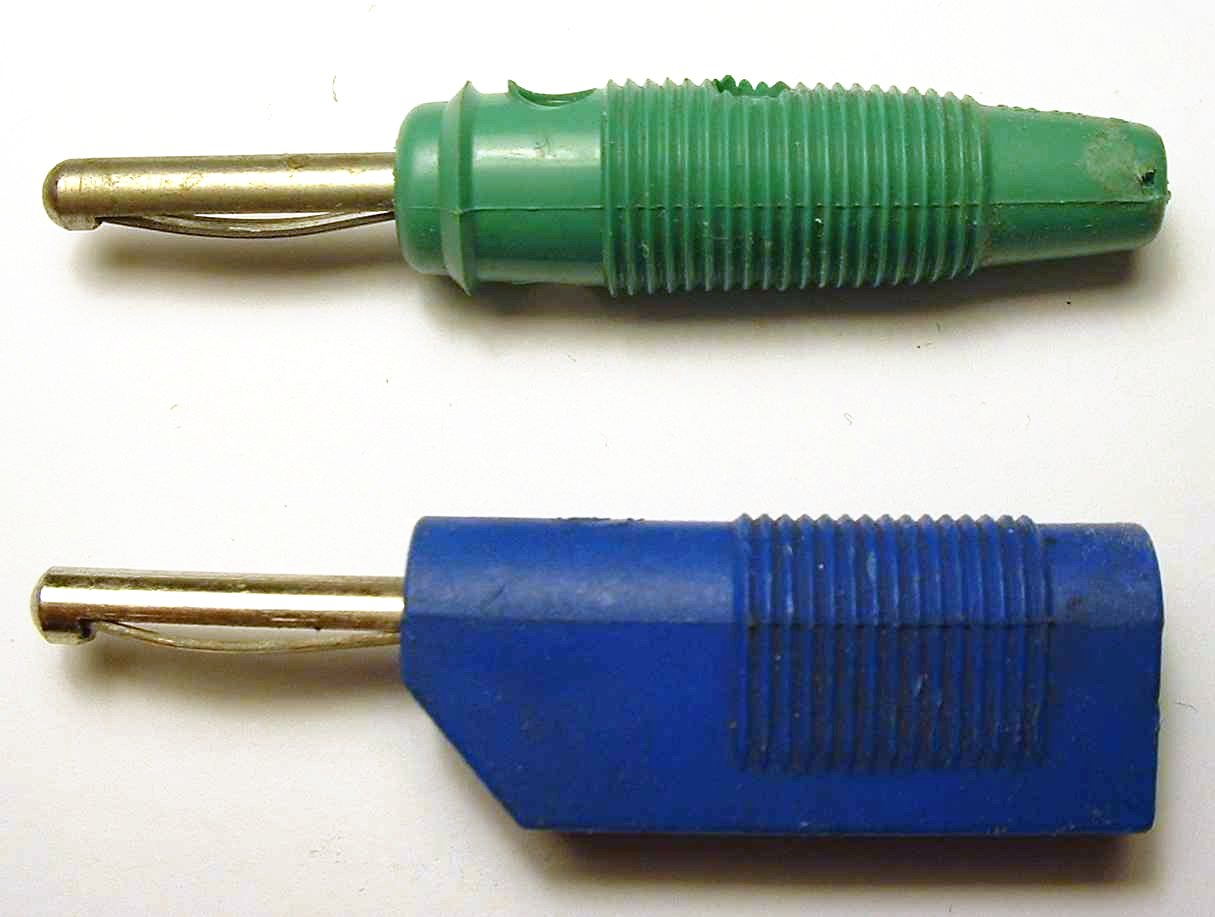
Banánek s příčným otvorem (zelený) a banánek s možností napojení dalšího banánku

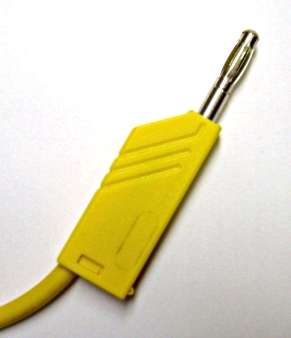
Banánek s možností napojení dalších banánků a klecovou pružinou

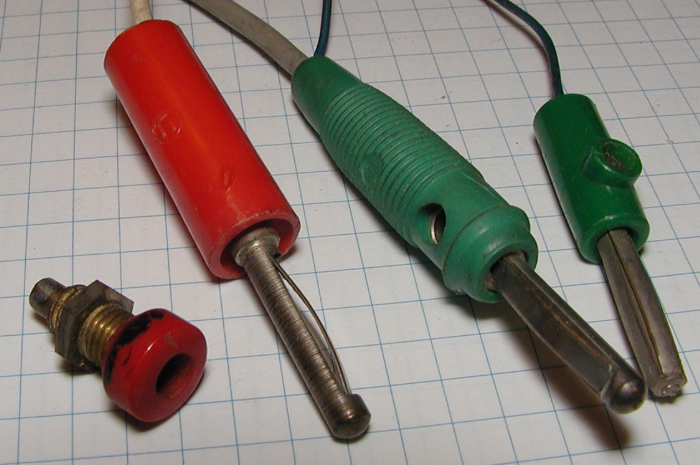
Různé typy banánků, vlevo izolovaná zdířka

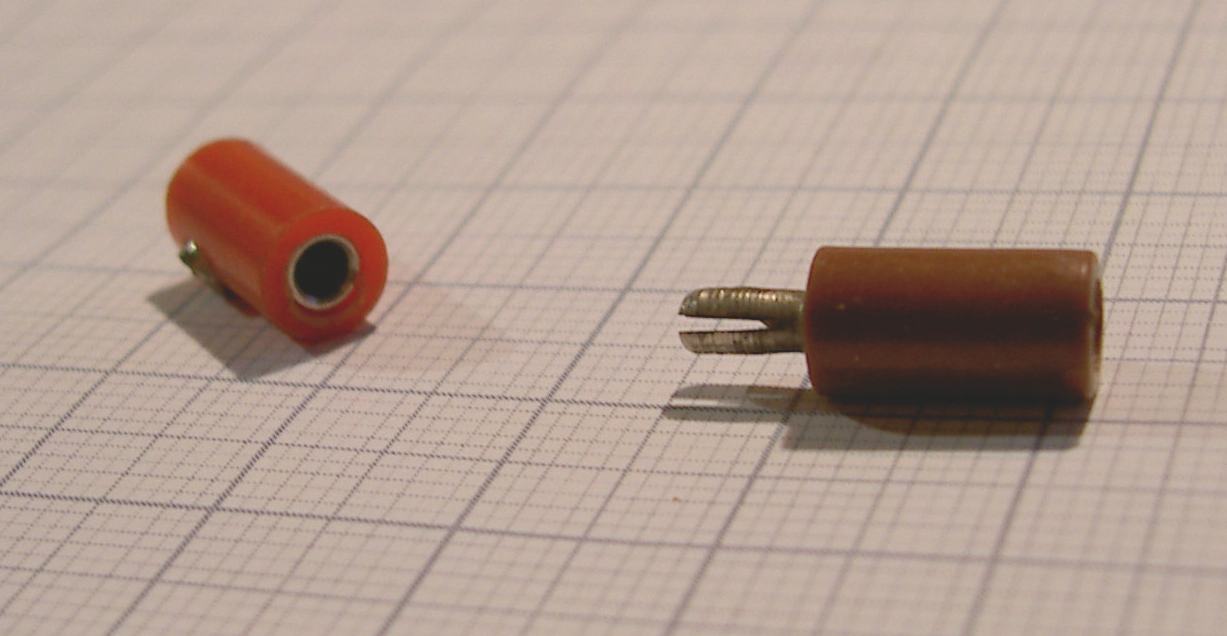
Banánek se zdířkou pro modelovou železnici

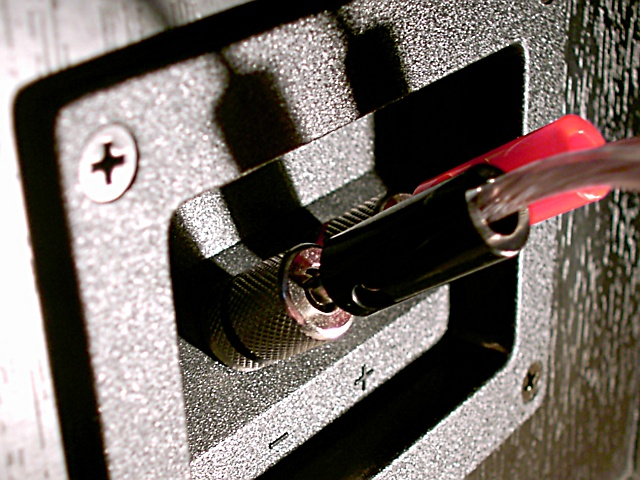
Připojení reprobedny pomocí banánků

Banánek je jednopólová zástrčka, určená především pro rychlé připojení vodiče. Využívá se na elektrických zařízeních s nízkým napětím a proudy do 16 A. Jméno je odvozeno od prohnutého (banánovitého) tvaru ploché pružiny, která zástrčku drží ve zdířce. Spojení je dostatečně pevné, ale rozebíratelné bez nástrojů. Vnitřní průměr zdířky (otvoru) jsou 4 mm. Banánky (kolíky) různých výrobců mohou mít průměr o desetiny milimetru menší, spojení je zajištěno pružinou.

## Použití
V současnosti stále běžně používaná zástrčka byla vyvinuta a uvedena na trh v roce 1924 německou firmou Hirschmann GmbH. Cílem vývoje bylo nahradit do té doby obvyklé pružinové nebo šroubové svorky při vývojových pracích něčím praktičtějším. Do té doby existovaly velmi podobné svorky odlišných průměrů a délek. Tento produkt se ale stal svou propracovanou konstrukcí (kontakt, odpružení, izolace z plastu) svým způsobem standardem pro užití v laboratořích.
Do zavedení banánků se v laboratořích používaly různé druhy šroubových svorek, jejichž připojování bylo pracné. Jako protikus k banánku nyní stačí například otvor o průměru 4 mm, vyvrtaný do kovového bloku.
Banánky jsou díky mnohonásobnému kontaktu mezi zástrčkou a zdířkou vhodné i pro přenos signálů. Nevýhodou je ale chybějící stínění před rušivými signály.

## Nebezpečí
Banánky lze bez potíží zasunout do klasických síťových zásuvek na 230 V, které nemají tzv. dětskou pojistku. Hrozí úraz elektrickým proudem. V lékařských přístrojích by neměly být banánky používány, protože nemají ochranu proti přepólování.

## Technické provedení
Banánky jsou dostupné v mnoha provedeních. Pro práci v laboratoři je důležité pohodlné připojení a také například příčný otvor v zástrčce, který dovoluje rychle připojit k měřenému místu další vodič.
Populární variantou jsou banánky, které při jinak shodných rozměrech mají místo obloukové pružiny několik (velmi často šest) pružných drátů. Ty jsou na špičce zástrčky spojeny čepičkou. Takové banánky se snáze zasunují, ale mají větší přechodový odpor.
Existují také banánky, které mají kontaktní část zakrytou posuvným izolačním krytem. Jsou v omezené míře chráněné před dotykem, a proto jsou použitelné i pro síťové napětí (230 V AC).
Často se banánky využívají také k propojení zesilovačů a reprobeden. Izolační část je rozměrnější a je na vodivou část našroubovaná. Pro dosažení optimálního přechodového odporu je zpravidla přívodní vodič ke špičce neoddělitelně upevněn.
Všechna popsaná provedení jsou vzájemně propojitelná – lze je zasunout do stejných zdířek.

## Provedení jiných průměrů
Pro laboratorní práci s nízkými napětími nebo při příliš velkém počtu zástrček jsou dostupné také systémy s průměrem zdířky 2 mm.
V železničním modelářství jsou rozšířené kontaktní systémy s průměrem zdířky od 2,4 do 2,6 mm. Vzhledem k malým vyráběným množstvím jsou kontaktní kolíky jen drážkované (bez pružin). Propojení s klasickými banánky je možné jedině, pokud má běžný banánek v sobě příčný otvor.
Pro větší proudové zatížení existují také jednopólové zástrčky s průměrem kolíku 6 mm. Vyhovují pro proudy až do 80 A, přitom jsou dostupné i v uzamykatelné verzi.
U měřicích šňůr pro multimetry je ochrana před dotykem zajištěna plastovými (izolačními) krytkami.